# Festival international du cinéma francophone en Acadie
Vous pouvez aider à l'améliorer ou bien discuter des problèmes sur sa page de discussion.
- Il ne cite pas suffisamment ses sources. Vous pouvez indiquer les passages à sourcer avec {{référence nécessaire}} ou {{Référence souhaitée}}, et inclure les références utiles en les liant aux notes de bas de page. (Marqué depuis septembre 2015)
- Son texte doit être wikifié : il ne correspond pas à la mise en forme Wikipédia (style, typographie, liens internes, liens entre les wikis, etc.). (Marqué depuis novembre 2021)
- Son ton est trop promotionnel ou publicitaire, voire hagiographique. Le texte doit adopter un ton neutre et encyclopédique. (Marqué depuis avril 2022)
- Il n’est pas rédigé dans un style encyclopédique. (Marqué depuis septembre 2015)
- Sa rédaction n'est pas équilibrée, et donne à certains aspects ou points de vue une importance disproportionnée. Considérez son contenu avec précaution. Pour lancer la procédure de résolution du problème, utilisez le paramètre neutralité. (Marqué depuis avril 2022)

- Archive Wikiwix
- Bing
- Cairn
- DuckDuckGo
- E. Universalis
- Gallica
- Google
- G. Books
- G. News
- G. Scholar
- Persée
- Qwant
- (zh) Baidu
- (ru) Yandex
- (wd) trouver des œuvres sur Wikidata

Le Festival international du cinéma francophone en Acadie (ou FICFA) est un festival de cinéma canadien annuel qui se tient à Moncton, au Nouveau-Brunswick (Acadie).
Le FICFA, dont la programmation officielle offre plus de 100 films de tous genres chaque année, se déroule au mois de novembre. Chaque année, le FICFA attire environ 20 000 cinéphiles, en plus d’accueillir plus de 150 délégués du Canada, de l’Europe et de l’Afrique.
Le FICFA est organisé par l'organisme sans but lucratif Film Zone Inc. qui a pour mission de promouvoir et de rendre accessible le cinéma de la francophonie internationale aux francophones et francophiles de l’Atlantique tout en faisant connaître le cinéma acadien en Acadie et dans la francophonie.
Le FICFA se caractérise principalement par le fait d’être le festival de cinéma francophone le plus important en Amérique, et cela, dans une province bilingue où les francophones sont minoritaires. Consacré uniquement au cinéma produit à travers la francophonie mondiale, le FICFA présente une programmation généraliste. Le festival présent des films autant dans le genre grand public que dans le cinéma d’auteur.

## Historique
Le Festival international du cinéma francophone en Acadie (FICFA) est créé en 1987  à l’occasion du 2e Sommet de la francophonie à Québec. La Ville de Moncton est sélectionnée pour accueillir la première édition de cet événement. La communauté souhaite rendre l'événement annuel et, en 1992, Film Zone est incorporé et assume depuis l’organisation du FICFA, son principal événement.
Le contexte bilingue dans lequel se situe le FICFA a poussé les organisateurs à proposer une plus grande quantité de films francophones sous-titrés en anglais afin d'élargir l'auditoire et d'augmenter l'accessibilité à tous les cinéphiles et francophiles. Cette offre bilingue est, depuis 2011, de plus en plus significative.

## Programmation
Le jury du FICFA, composé de professionnels issus de l'industrie du cinéma canadien et international, décerne à chaque année les Prix La Vague dans différentes catégories.

### Projections de films
Le FICFA est un festival généraliste de films issus des pays de la francophonie. Par sa programmation diversifiée, alliant films grand public et films d’auteur, regroupant fiction, documentaire et animation en court, moyen et long métrage, le festival souhaite présenter un panorama de la production cinématographique francophone récente.
En plus de la place importante accordée aux films acadiens, la programmation regroupe plus d’une centaine de films et vidéos sélectionnés pour leur apport significatif au cinéma francophone international. Le festival encourage la participation de productions indépendantes.

### Le volet Arts médiatiques (VAM)
Le volet Arts médiatiques (VAM) réunit un éventail de pratiques artistiques qui sont présentées sous forme de projets de création et d'exposition.  Sa programmation a comme objectifs de soutenir la création et la diffusion d'œuvres d'artistes professionnels en Arts médiatiques indépendants, contribuer à l'apprentissage et au partage des connaissances et mettre sur pied des projets servant de tremplin pour les réalisateurs et les artistes émergents. Le VAM comprend une riche programmation, dont une résidence d'artistes, un laboratoire, des ateliers de formation, des performances audiovisuelles. 
Angèle Cormier a été la commissaire du Volet Arts Médiatiques (VAM) du Festival international du cinéma francophone en Acadie (FICFA) de 2001 jusqu'à récemment. Durant son mandat, elle a enrichi le festival en intégrant des expositions inédites, des performances audiovisuelles et des résidences d'artistes, collaborant notamment avec la Galerie d'art Louise-et-Reuben-Cohen  et la Galerie Sans Nom. Son engagement a permis de diversifier la programmation du FICFA, offrant au public des expériences artistiques variées et innovantes. En 2023, après plus de deux décennies de dévouement, elle a passé le flambeau à Alisa Arseneault, qui assure désormais la direction du VAM.

### Les Séries FICFA
De plus, durant toute l'année, le Festival propose Les Séries FICFA. Elles sont présentées grâce à l'appui de Téléfilm Canada, du ministère du Tourisme, Patrimoine et Culture du Nouveau-Brunswick et de la collaboration de Picaroons. Les Séries FICFA présentent plusieurs projections annuellement, notamment dans le cadre du Ciné-club de Moncton, présenté avec l'Alliance française de Moncton. Ces projections sont possibles grâce à plusieurs partenariats avec divers organismes, dont notamment Prends ça court!, Regard sur le court métrage au Saguenay, l'Office national du film du Canada, Québec cinéma, le Regroupement des artistes cinéastes de la francophonie canadienne (RACCORD) (anciennement appelé Front des réalisateurs indépendants du Canada) et bien d'autres.

### L'Acadie suit son COURT
D'autres partenariats voient le jour dont notamment avec le Festival Acadie Rock depuis 2013 (pour L'Acadie suit son COURT). L'Acadie suit son COURT est un programme de courts faux documentaires abordant des thèmes qui touchent la société acadienne. Les participants sont sélectionnés par la direction du FICFA. La première édition a lieu lors du grand spectacle du 17 août d'Acadie Rock 2013 où une foule de près de 4 000 personnes ont pu voir six films projetés sur deux grands écrans.

### C'est Right Short
Avec un partenariat avec TBA Collective, la première édition de C'est Right Short a eu lieu en juin 2015. La seule activité officiellement bilingue des Séries FICFA, C'est Right Short offre une programmation composée de séances de courts métrages et des ateliers de formation en cinéma, le tout offert sans frais. Il s'associe régulièrement à d'autres événements estivaux en empruntant leurs thèmes pour inspirer sa programmation (Festival Acadie Rock en 2016, Festival Inspire en 2017 et le Festival Mosaïq en 2018).

### Acadie Underground
Acadie Underground est un concours annuel de courts métrages en format Super 8 organisé dans le cadre du FICFA. Cet événement met en lumière des cinéastes amateurs et professionnels qui présentent leurs œuvres au public, offrant une plateforme unique pour l'exploration créative et l'expression artistique. Les projections ont lieu au Centre culturel Aberdeen à Moncton, créant une ambiance conviviale et festive qui célèbre la diversité et l'innovation dans le cinéma acadien.

### Objectifs obliques
Les participants d'Objectifs obliques ont été jumelés afin de réaliser un film d'une durée de moins de 10 minutes, inspiré de thèmes choisis au hasard des Stratégies obliques, plus de cent dilemmes qui en valent la peine (Oblique Strategies, over one hundred worthwhile dilemmas), un jeu de cartes conçu en 1975 par Brian Eno et Peter Schmidt. Les thèmes choisis servent de point de départ et sont ouverts à diverses interprétations. Philip André Collette a été l’animateur d’Objectifs Obliques durant ses treize premières années. 

## Récipiendaires du prixLa Vague

### Remise des prix La Vague de la21eéditiondu FICFA en 2007
- Dans la catégorie Meilleur long métrage de fiction international, le prix La Vague/TV5 est décerné à La vraie vie est ailleurs de Frédéric Choffat.
- Dans la catégorie Meilleur long métrage de fiction canadien, le prix La Vague est décerné à La Brunante de Fernand Dansereau.
- Dans la catégorie Meilleur moyen ou long métrage documentaire, le prix La Vague est décerné à À force de rêves de Serge Giguère. Dans cette même catégorie, le jury a attribué une mention spéciale à Panache d'André-Line Beauparlant.
- Dans la catégorie Meilleure œuvre acadienne moyen ou long métrage, le prix La Vague est décerné à, ex æquo, On a tué l'Enfant Jésus de Renée Blanchar et à Soldat à vie/Bootcamp Nation de Sofi Langis.
- Dans la catégorie Meilleure œuvre acadienne court métrage, le prix La Vague est décerné à Un dimanche à 105 ans de Daniel Léger.
- Des prix La Vague du public ont été remis à Un dimanche à 105 ans de Daniel Léger dans la catégorie Meilleur court métrage canadien et à Bonne nuit Malik ! de Bruno Danan dans la catégorie Meilleur court métrage international.

### Remise des prix La Vague de la22eéditiondu FICFA en 2008
- Dans la catégorie Meilleur long métrage de fiction International, le prix La Vague/TV5 est décerné à Sous les bombes de Philippe AractingiDans cette même catégorie, le jury a attribué une mention à La Maison jaune d'Amor Hakkar.
- Dans la catégorie Meilleur long métrage de fiction canadien, le prix La Vague est décerné à Elle veut le chaos de Denis Côté. Dans cette même catégorie, le jury a attribué une mention à la comédienne Isabelle Blais pour son rôle dans Borderline de Lyne Charlebois.
- Dans la catégorie Meilleur moyen ou long métrage documentaire, le prix La Vague est décerné à Le Monde selon Monsanto de Marie-Monique Robin.
- Dans la catégorie Meilleure œuvre acadienne moyen ou long métrage, le prix La Vague est décerné à Lost Song de Rodrigue Jean. Le jury a aussi accordé une mention pour la musique de Claude Fournier pour le documentaire Marie Hélène Allain en dialogue avec la pierre de Rodolphe Caron.
- Dans la catégorie Meilleure œuvre acadienne court métrage, le prix La Vague est décerné à La trappe de Lina Verchery.
- Des prix prix La Vague du public ont été remis au court métrage acadien Tic Tac de Marc Daigle pour Meilleur court métrage canadien et à Une histoire louche de Rudi Rosenberg pour le meilleur court métrage international.

### Remise des prix La Vague de la23eéditiondu FICFA en 2009
- Dans la catégorie Meilleur long métrage de fiction international, le prix La Vague/TV5 est décerné à Eastern Plays, de Kamen Kalev.
- Dans la catégorie du Meilleur long métrage de fiction canadien, le jury a sélectionné le film J'ai tué ma mère, de Xavier Dolan.
- Le prix La Vague du Meilleur moyen ou long métrage documentaire a été attribué à L'Encerclement - La démocratie dans les rets du néolibéralisme, de Richard Brouillette ex æquo avec Hommes à louer, de Rodrigue Jean.
- Dans la catégorie de la Meilleure œuvre acadienne moyen ou long métrage, c’est Acadieman vs le CMA 2009, de Dano LeBlanc qui s’est mérité le prix La Vague/Léonard Forest.
- Dans la catégorie de la Meilleure œuvre acadienne court métrage, le prix a été remis à Julien Cadieux pour son film Habiter la danse.
- Des prix La Vague du public sont allés au court métrage Alanna de Julie Plourde pour le Meilleur court métrage canadien et à Paul Rondin est… Paul Rondin de Frédérick Vin pour le Meilleur court métrage international.

### Remise des prix La Vague de la24eéditiondu FICFA en 2010[36]
- Dans la catégorie du Meilleur long métrage de fiction international, le prix La Vague/TV5 est décerné à Un poison violent, de Katell Quillévéré.
- Dans la catégorie du Meilleur long métrage de fiction canadien, le prix La Vague est décerné à Journal d'un coopérant, de Robert Morin. Dans cette même catégorie, le jury a attribué une mention spéciale à Les Signes vitaux, de Sophie Deraspe.
- Dans la catégorie du Meilleur moyen ou long métrage documentaire, le prix La Vague est décerné à La belle visite, de Jean-François Caissy. Dans cette même catégorie, le jury a attribué une mention spéciale à Salaam Isfahan, de Sanaz Azari.
- Dans la catégorie de la Meilleure œuvre acadienne moyen ou long métrage, le jury a décidé de ne pas accorder de prix.
- Dans la catégorie de la Meilleure œuvre acadienne court métrage, le prix La Vague/ACIC-ONF est décerné à Voleuse de poussière, de Marie-Thérèse François.
- Des prix La Vague du public ont été décernés à La Pilule, de Géraldine Charbonneau et à Pixels, de Patrick Jean.
- Le prix La Vague/Judith Hamel de la Meilleure œuvre en Arts médiatiques est décerné à Jean-Denis Boudreau et Paul Bossé pour le projet USDhD.

### Remise des prix La Vague de la25eéditiondu FICFA en 2011[37]
- Dans la catégorie du Meilleur long métrage de fiction international, le prix La Vague/TV5 est décerné à L'Exercice de l'État, de Pierre Schoeller. Dans cette même catégorie, le jury a attribué une mention spéciale à Attenberg, d'Athina Rachel Tsangari.
- Dans la catégorie du Meilleur long métrage de fiction canadien, le prix La Vague est décerné à Le Vendeur, de Sébastien Pilote.
- Dans la catégorie du Meilleur moyen ou long métrage documentaire, le prix La Vague est décerné à Vol spécial, de Fernand Melgar. Dans cette même catégorie, le jury a attribué une mention spéciale à Godin, de Simon Beaulieu.
- Dans la catégorie du Meilleur court métrage international, le prix La Vague est décerné à Aglaée, de Rudi Rosenberg. Dans la même catégorie, le jury a attribué une mention spéciale à Le Sucre, de Raphael Médard.
- Dans la catégorie du Meilleur court métrage canadien, le prix La Vague est décerné à Ce n'est rien, de Nicolas Roy. Dans la même catégorie, le jury a attribué une mention spéciale à Sang froid, de Martin Thibaudeau.
- Dans la catégorie de la Meilleure œuvre acadienne moyen ou long métrage, le prix La Vague Léonard-Forest est décerné à Moncton Vinyle, de Paul Bossé. Dans cette même catégorie, le jury a attribué une mention spéciale à Roméo Savoie - La peinture du corps, de Monique LeBlanc.
- Dans la catégorie de la Meilleure œuvre acadienne court métrage, le prix La Vague/ACIC-ONF est décerné à Off route 2, d'Amanda Dawn Christie.
- Un prix La Vague Coup de cœur du public a été remis à Monsieur Lazhar, de Philippe Falardeau.

### Remise des prix La Vague de la26eéditiondu FICFA en 2012
- Dans la catégorie du Meilleur long métrage de fiction international, le prix La Vague/TV5 est décerné à L'Enfant d'en haut, d'Ursula Meier.
- Dans la catégorie du Meilleur long métrage de fiction canadien, le prix La Vague est décerné à Rebelle, de Kim Nguyen. Dans cette même catégorie, le jury a attribué une mention d'honneur à Catimini, de Nathalie Saint-Pierre.
- Dans la catégorie du Meilleur moyen ou long métrage documentaire, le prix La Vague est décerné à Bestiaire, de Denis Côté.
- Dans la catégorie du Meilleur court métrage international, le prix La Vague est décerné à Edmond était un âne, de Franck Dion.
- Dans la catégorie du Meilleur court métrage canadien, le prix La Vague est décerné à Ina Litovski, d'Anaïs Barbeau-Lavalette et André Turpin. Dans cette même catégorie, le jury a attribué une mention spéciale à Ne pas reculer, de Dominique Laurence.
- Dans la catégorie de la Meilleure œuvre acadienne moyen ou long métrage, le prix La Vague Léonard-Forest est décerné à Une dernière chance, de Paul-Émile d'Entremont.
- Dans la catégorie de la Meilleure œuvre acadienne court métrage, le prix La Vague ACIC-ONF est décerné à Une affaire de famille, de Justin Guitard.
- Un prix La Vague Coup de cœur du public a été remis à, ex æquo, Frédéric Back : Grandeur nature, de Phil Comeau et à S.W.I.T.C.H., de Jean-Pierre Desmarais.

### Remise des prix La Vague de la27eéditiondu FICFA en 2013
- Dans la catégorie du Meilleur long métrage de fiction international, le prix La Vague/TV5 est décerné à Suzanne, de Katell Quillévéré.
- Dans la catégorie du Meilleur long métrage de fiction canadien, le prix La Vague est décerné à Vic + Flo ont vu un ours, de Denis Côté.
- Dans la catégorie du Meilleur moyen ou long métrage documentaire, le prix La Vague est décerné à L'Image manquante, de Rithy Panh.
- Dans la catégorie du Meilleur court métrage international, le prix La Vague est décerné à Le jour a vaincu la nuit, de Jean-Gabriel Périot.
- Dans la catégorie du Meilleur court métrage canadien, le prix La Vague est décerné à Taxi pour deux, de Dan Popa.
- Dans la catégorie de la Meilleure œuvre acadienne, le prix La Vague Léonard-Forest et ACIC/ONF est décerné à Aller-Retour, de Gilles Doiron.
- Un prix La Vague Coup de cœur du public a été remis à Dead Man Talking, de Patrick Ridremont.

### Remise des prix La Vague de la28eéditiondu FICFA en 2014[38]
- Dans la catégorie du Meilleur long métrage de fiction international, le prix La Vague est décerné à Party Girl, de Marie Amachoukeli, Claire Burger et Samuel Theis.
- Dans la catégorie du Meilleur long métrage de fiction canadien, le prix La Vague UNIS est décerné à Félix et Meira, de Maxime Giroux.
- Dans la catégorie du Meilleur moyen ou long métrage documentaire, le prix La Vague est décerné à Miron : Un homme revenu d'en dehors du monde, de Simon Beaulieu.
- Dans la catégorie du Meilleur court métrage international, le prix La Vague est décerné à L'être venu d'ailleurs, de Guy Bordin et Renaud de Putter.
- Dans la catégorie du Meilleur court métrage canadien, le prix La Vague est décerné à La Coupe, de Geneviève Dulude-DeCelles.
- Dans la catégorie de la Meilleure œuvre acadienne moyen ou long métrage, le prix La Vague Léonard-Forest est décerné à Les Sceaux d'Utrecht, de Paul Bossé.
- Dans la catégorie de la Meilleure œuvre acadienne court métrage, le prix La Vague est décerné à Le paradis de boue, de Chris Harrigan.
- Un prix La Vague Coup de cœur du public a été remis à Les Sceaux d'Utrecht, de Paul Bossé.

### Remise des prix La Vague de la29eéditiondu FICFA en 2015[39]
- Dans la catégorie du Meilleur long métrage de fiction international, le prix La Vague est décerné à Much Loved, de Nabil Ayouch.
- Dans la catégorie du Meilleur long métrage de fiction canadien, le prix La Vague est décerné à Les Êtres chers, d’Anne Émond.
- Dans la catégorie du Meilleur moyen ou long métrage documentaire, le prix La Vague est décerné à Oncle Bernard – L'Anti-leçon d'économie, de Richard Brouillette. Dans cette même catégorie, le jury a attribué une mention d'honneur à Pinocchio, d'André-Line Beauparlant.
- Dans la catégorie du Meilleur court métrage international, le prix La Vague est décerné à Père, de Lotfi Achour.
- Dans la catégorie du Meilleur court métrage canadien, le prix La Vague/UNIS est décerné à La femme qui a vu l'ours, de Joannie Lefernière.
- Dans la catégorie de la Meilleure œuvre acadienne moyen ou long métrage, le prix La Vague Léonard-Forest est décerné à Le Sprint au flétan, de Pat Gauvin.
- Dans la catégorie de la Meilleure œuvre acadienne court métrage, le prix La Vague est décerné à Cafétéria, de Francine Hébert.
- Un prix La Vague Coup de cœur du public a été remis à Les Êtres chers, d’Anne Émond.

### Remise des prix La Vague de la30eéditiondu FICFA en 2016[39]
- Dans la catégorie du Meilleur long métrage de fiction international, le prix La Vague est décerné à Sierranevada, de Cristi Puiu.
- Dans la catégorie du Meilleur long métrage de fiction canadien, le prix La Vague est décerné à Prank, de Vincent Biron.
- Dans la catégorie du Meilleur moyen ou long métrage documentaire, le prix La Vague est décerné à Ombres des ondes courtes, de Amanda Dawn Christie.
- Dans la catégorie du Meilleur court métrage international, le prix La Vague est décerné à Zoufs, de Tom Boccara, Noé Reutenaeur et Emilien Vekemans.
- Dans la catégorie du Meilleur court métrage canadien, le prix La Vague/UNIS est décerné à Mon dernier été, de Claude Demers. Une mention a été offerte à La Peau sauvage d'Ariane Louis-Seize
- Dans la catégorie de la Meilleure œuvre acadienne moyen ou long métrage, le prix La Vague Léonard-Forest est décerné à Zachary Richard, toujours batailleur, de Phil Comeau.
- Dans la catégorie de la Meilleure œuvre acadienne court métrage, le prix La Vague est décerné à Belle-île-en-mer, île bretonne et acadienne, de Phil Comeau.
- Un prix La Vague Coup de cœur du public a été remis à Zachary Richard, toujours batailleur, de Phil Comeau.

### Remise des prix La Vague de la31eéditiondu FICFA en 2017[39]
- Dans la catégorie du Meilleur long métrage de fiction international, le prix La Vague est décerné à 120 battements par minute, de Robin Campillo.
- Dans la catégorie du Meilleur long métrage de fiction canadien, le prix La Vague est décerné à Tadoussac, de Martin Laroche.
- Dans la catégorie du Meilleur moyen ou long métrage documentaire, le prix La Vague est décerné à La Part du diable, de Luc Bourdon.
- Dans la catégorie du Meilleur court métrage international, le prix La Vague est décerné à Cinq ans après la guerre, de Samuel Albaric, Ulysse Lefort et Martin Wiklund.
- Dans la catégorie du Meilleur court métrage canadien, le prix La Vague/UNIS est décerné à Marguerite, de Marianne Farley.
- Dans la catégorie de la Meilleure œuvre acadienne moyen ou long métrage, le prix La Vague Léonard-Forest est décerné à Modifié, de Aube Giroux.
- Dans la catégorie de la Meilleure œuvre acadienne court métrage, le prix La Vague est décerné à $1.25, de Jeep Jones.
- Un prix La Vague Coup de cœur du public a été remis à Modifié, de Aube Giroux.

### Remise des prix La Vague de la32eédition du FICFA en 2018[39]
- Dans la catégorie du Meilleur long métrage de fiction international, le prix La Vague est décerné à Capharnaüm, de Nadine Labaki.
- Dans la catégorie du Meilleur long métrage de fiction canadien Unis TV, le prix La Vague est décerné à Une colonie, de Geneviève Dulude-De Celles.
- Dans la catégorie du Meilleur moyen ou long métrage documentaire, le prix La Vague est décerné à Premières Armes de Jean-François Caissy.
- Dans la catégorie du Meilleur court métrage international, le prix La Vague est décerné à Un monde sans bêtes de Emma Benestan et Adrien Lecouturier
- Dans la catégorie du Meilleur court métrage canadien, le prix La Vague est décerné à Brotherhood de Meryam Joobeur.
- Dans la catégorie de la Meilleure œuvre acadienne moyen ou long métrage, le prix La Vague Léonard-Forest est décerné à Les Artisans de l'atelier de Daniel Léger.
- Dans la catégorie de la Meilleure œuvre acadienne court métrage ACIC/ONF, le prix La Vague est décerné à Le Patenteux d'Harelle, de Mathieu Laprise
- Un prix La Vague Coup de cœur du public a été remis à Capharnaüm, de Nadine Labaki.

### Remise des prix La Vague de la33eédition du FICFA en 2019
- Dans la catégorie du Meilleur long métrage de fiction international, le prix La Vague est décerné à Portrait de la jeune fille en feu de Céline Sciamma
- Dans la catégorie du Meilleur long métrage de fiction canadien Unis TV, le prix La Vague est décerné à Kuessipan de Myriam Verreault
- Dans la catégorie du Meilleur moyen ou long métrage documentaire, le prix La Vague est décerné à La Langue est donc une histoire d'amour de Andrès Livov
- Dans la catégorie du Meilleur court métrage international, le prix La Vague est décerné à Le Chant d'Amhed de Foued Mansour
- Dans la catégorie du Meilleur court métrage canadien, le prix La Vague est décerné à Clebs de Halima Ouardiri
- Dans la catégorie de la Meilleure œuvre acadienne moyen ou long métrage, le prix La Vague Léonard-Forest est décerné à Pour mieux t'aimer de Gilles Doiron et Denise Bouchard
- Dans la catégorie de la Meilleure œuvre acadienne court métrage ACIC/ONF, le prix La Vague est décerné à Le Grous Poisson de Angie Richard et Tracey Richard
- Un prix La Vague Coup de cœur du public a été remis à Les Derniers Vilains : Mad Dog And The Butcher de Thomas Rinfret

### Remise des prix La Vague de la 34e édition du FICFA en 2020
- Dans la catégorie du Meilleur long métrage de fiction international, le prix La Vague est décerné à Josep d'Aurel
- Dans la catégorie du Meilleur long métrage de fiction canadien Unis TV, le prix La Vague est décerné à Nadia, Butterfly de Pascal Plante
- Dans la catégorie du Meilleur moyen ou long métrage documentaire, le prix La Vague est décerné à Errance sans retour de Mélanie Carrier et Olivier Higgins
- Dans la catégorie du Meilleur court métrage international, le prix La Vague est décerné à Amours synthétiques de Sarah Heitz de Chabaneix
- Dans la catégorie du Meilleur court métrage canadien, le prix La Vague est décerné à Lune de Zoé Pelchat
- Dans la catégorie de la Meilleure œuvre acadienne moyen ou long métrage, le prix La Vague Léonard-Forest est décerné au film Le Silence de Renée Blanchar
- Dans la catégorie de la Meilleure œuvre acadienne court métrage ACIC/ONF, le prix La Vague est décerné à Une façon d'être ensemble de Francine Hébert, avec la participation de la famille LeBlanc

### Remise des prix La Vague de la35eédition du FICFA en 2021
- Dans la catégorie du Meilleur long métrage de fiction international, le prix La Vague est décerné à Un monde de Laura Wandel
- Dans la catégorie du Meilleur long métrage de fiction canadien Unis TV, le prix La Vague est décerné au film Les Oiseaux ivres d'Ivan Grbovic
- Dans la catégorie du Meilleur moyen ou long métrage documentaire, le prix La Vague est décerné à Zo Reken d'Emmanuel Licha
- Dans la catégorie du Meilleur court métrage international, le prix La Vague est décerné à La Ressource humaine d'Adriana da Fonseca
- Dans la catégorie du Meilleur court métrage canadien, le prix La Vague est décerné au film Les Grandes Claques d'Annie St-Pierre
- Dans la catégorie de la Meilleure œuvre acadienne court métrage ACIC/ONF, le prix La Vague est décerné à Mona de Xénia Gould